# Liste von Kraftwerken in Kirgisistan
Die Kraftwerke in Kirgisistan werden sowohl auf einer Karte als auch in Tabellen (mit Kennzahlen) dargestellt.

## Installierte Leistung und Jahreserzeugung
Im Jahr 2014 lag Kirgisistan bzgl. der installierten Leistung mit 3.900 MW an Stelle 88 und bzgl. der jährlichen Erzeugung mit 14 Mrd. kWh an Stelle 90 in der Welt. Der Elektrifizierungsgrad lag 2016 bei 100 %.

## Kalorische Kraftwerke
| Name des Kraftwerks | Inst. Leistung (MW) | Brennstoff | Status     |
| ------------------- | ------------------- | ---------- | ---------- |
| Bischkek            | 674                 | Kohle      | in Betrieb |
| Osch                | 50                  | Schweröl   | in Betrieb |

## Wasserkraftwerke
| Name des Kraftwerks | Inst. Leistung (MW) | Fluss    | Status     |
| ------------------- | ------------------- | -------- | ---------- |
| Atbaschy            | 40                  | Atbaschy | in Betrieb |
| Kambar-Ata 1        | 1.940               | Naryn    | geplant    |
| Kambar-Ata 2        | 360                 | Naryn    | in Betrieb |
| Kurpsai             | 800                 | Naryn    | in Betrieb |
| Schamaldysai        | 240                 | Naryn    | in Betrieb |
| Tasch-Kömür         | 450                 | Naryn    | in Betrieb |
| Toktogul            | 1.200               | Naryn    | in Betrieb |
| Utschkorgon         | 180                 | Naryn    | in Betrieb |